# 2020 în Africa de Est
Următoarea listă prezintă evenimentele care au avut loc în anul 2020 în Africa de Est. Țările prezente sunt cele denominate de către Geoschema africană a Națiunilor Unite: 
 Burundi,  Comore,  Djibouti,  Eritrea,  Etiopia,  Kenia,  Madagascar,  Malawi,  Mauritius,  Mayotte,  Mozambic,  Réunion,  Rwanda,  Seychelles,  Somalia,  Sudanul de Sud,  Tanzania, Uganda,  Zambia,  Zimbabwe.

## Eritrea
- Conflictul din Tigrai

## Etiopia
- Conflictul din Tigrai